# یرجانیک آبگاریان
یرجانیک آوتیسی آبگاریان (Երջանիկ Ավետիսի Աբգարյան؛ زادهٔ ۸ فوریهٔ ۱۹۴۰ - درگذشته ۷ مهٔ ۲۰۲۰) یک سیاستمدار، جنگجوی آزادی، خاورشناس و دانشمند اهل ارمنستان بود که از تاریخ ۱۹۹۵ تا تاریخ ۱۹۹۹ نمایندگی دوره اول مجلس ملی جمهوری ارمنستان را برعهده داشت.

## زندگی‌نامه
در ۸ فوریه ۱۹۴۰ در آرگل به دنیا آمد. وی در ۷ مه ۲۰۲۰ در سن ۸۰ سالگی در درگذشت.